# Acaulimalva acaulis
Acaulimalva acaulis är en malvaväxtart som först beskrevs av Joseph Dombey och Antonio José Cavanilles, och fick sitt nu gällande namn av Krapovickas. Acaulimalva acaulis ingår i släktet Acaulimalva och familjen malvaväxter. Inga underarter finns listade i Catalogue of Life.